# Кашкин, Кирилл Павлович
Кирилл Павлович Кашкин (10 января 1934, Ленинград — 25 февраля 2025) — советский и российский специалист в области инфекционной и неинфекционной иммунологии и иммунохимии, академик АМН СССР (1986), академик РАН (2013).
Отец — советский микробиолог, профессор, заслуженный деятель науки РСФСР (1957) П. Н. Кашкин (1902—1991)

## Биография
Родился 10 января 1934 года в Ленинграде.
В 1941 году в связи с войной был вместе с матерью и малолетним братом эвакуирован из Ленинграда, вначале в Костромскую область, а затем в Казань. Вернулся в Ленинград в 1945 году.
В 1957 году — с отличием окончил 1-й Ленинградский медицинский институт, затем была учёба в аспирантуре Центрального НИИ медицинской радиологии Минздрава СССР.
В 1961 году — защитил кандидатскую диссертацию, и с ноября 1961 года по май 1962 года находился в научной командировке во Франции, где выполняя научные исследования в институтах Пастера и биологической физики и химии, а также в институте радиологии, основанном Кюри — овладевал методами современной иммунохимии и биохимии.
В 1963 по 1970 годы — избран на должность заведующего лабораторией радиационной иммунологии НИИ медицинской радиологии АМН СССР, для чего переехал для работы и жительства в Обнинск Калужской области.
В 1969 году — защитил докторскую диссертацию.
В 1970 году — избран на должность заведующего кафедрой микрорадиологии Ленинградского института усовершенствования врачей, а с 1975 по 1979 годы — ректор.
В 1979 году — решением ЦК КПСС был переведен в Москву для организации Института иммунологии АМН СССР, возглавил этот институт и лабораторию биохимии и биофизики антигенов.
В 1982 году — избран членом-корреспондентом АМН СССР.
В связи с передачей Института иммунологии из подчинения АМН СССР в 3-й главк МЗ СССР был переведен на работу заместителем директора по науке Института эпидемиологии и микробиологии имени Гамалеи АМН СССР.
В 1986 году — назначен ректором Центрального института усовершенствования врачей, где организовал и по совместительству возглавил кафедру иммунологии.
В 1986 году — избран академиком АМН СССР.
В 1988 году — ушел с поста ректора ЦОЛИУВ по собственному желанию, оставшись в должности заведующего кафедрой иммунологии (для сосредоточения на учебной и научной работе), и руководил которой вплоть до 2016 года.
В 2013 году — стал академиком РАН (в рамках присоединения РАМН и РАСХН к РАН).
Скончался 25 февраля 2025 года.

## Научная деятельность
Специалист в области инфекционной и неинфекционной иммунологии и иммунохимии.
Автор более 200 научных работ, включая типовой вузовский учебник, два руководства для практических врачей и несколько учебных пособий по различным вопросам общей и прикладной иммунологии и иммунохимии.
Также имеет 4 авторских свидетельства на изобретение.
Под его руководством защищено 20 кандидатских и 4 докторских диссертации.

## Награды
- Медаль «В ознаменование 100-летия со дня рождения Владимира Ильича Ленина» (1970)
- Значок «Отличнику здравоохранения»

## Семья
Жена — Горячкина Людмила Александровна (род. 7 октября 1938 года), советский и российский врач аллерголог-иммунолог, 2019 года заведующая кафедрой клинической аллергологии РМАНПО.